# Decize
Decize – miejscowość i gmina we Francji, w regionie Burgundia-Franche-Comté, w departamencie Nièvre.
Według danych na rok 1990 gminę zamieszkiwało 6876 osób, a gęstość zaludnienia wynosiła 143 osoby/km² (wśród 2044 gmin Burgundii Decize plasuje się na 27. miejscu pod względem liczby ludności, natomiast pod względem powierzchni na miejscu 34.).